# Nahim
Nahim, nome artístico de Naim Jorge Elias Júnior (Miguelópolis, 11 de agosto de 1952 – Taboão da Serra, 13 de junho de 2024), foi um cantor brasileiro.

## Carreira

### Música
De ascendência libanesa, começou a tocar aos 10 anos e formou seu primeiro grupo, chamado New Edition, na escola. Na juventude, foi piloto de motovelocidade e sofreu traumatismo craniano, em um acidente que sofreu na pista de Interlagos.
Na década de 1980, foi descoberto pelo produtor Mister Sam, que resolveu lançá-lo com o codinome de "Baby Face", gravando dois compactos em inglês. Em 1981, gravou seu primeiro disco em português, com o sucesso "Cala Essa Boca". Emplacou com os hits "Dá Coração", "Coração de Melão", "Taka Taka", "Olhos Abertos", entre outros, tornando-se um grande ícone nos anos 80. Foram no total 14 discos e 86 músicas.  
Em 19 de agosto de 1981 estava presente na inauguração da TVS, que viria a se transformar em SBT, sendo apadrinhado por Silvio Santos. Foi o segundo maior vencedor do programa Qual É a Música?, do Programa Silvio Santos, onde em 1982 ficou oito meses invicto, sendo derrotado pelo cantor José Luiz. Anos depois, ele questionou o resultado.
Em 1987, foi contratado pela Rádio Record para apresentar o programa Clube do Coração até 1990, voltando a fazer o mesmo programa de 1999 a 2002. No período de 1991 a 1999, montou um estúdio de gravação e passou a ser Produtor Musical de vários artistas, começando a era do pagode. Gravou discos também em espanhol e no segmento evangélico.[carece de fontes?]

### Televisão
Em 1984, após terminar o primeiro contrato com o SBT, começou a cantar e ser jurado no Cassino do Chacrinha, da TV Globo. Entre 2000 e 2001, apresentou na Rede Record o programa Amigos & Sucessos. Em 2009, foi integrante no Pânico na TV na RedeTV!, onde fez varias matérias com "Amaury Dumbo" e "Fredy Mercury Prateado" e apadrinhou a Banda Vivanoite.[carece de fontes?]
No ano de 2010, participou do reality Os Opostos se Atraem, exibido aos domingos no SBT. Entre 2012 e 2013, entrou para o elenco de jurados do programa Cante se Puder, primeiro programa apresentado por Patrícia Abravanel no SBT.
Em 2014, integrou o elenco do reality show de negócios Aprendiz Celebridades, representando o Lar Escola Cairbar Schutel. Nahim foi um dos vencedores de uma dinâmica preliminar do programa e pôde escolher os integrantes de sua equipe. Nahim foi o sexto eliminado da competição.  
Em 2015, apresentou o programa Petrucio Melo Show, no lugar do apresentador titular Petrucio Melo até a sua morte e a extinção do programa no ano seguinte. No mesmo ano, atuou como jurado na RedeTV! no programa João Kleber Show.
Em abril de 2017, estreou o Programa do Nahim na Rede Brasil, e em setembro do mesmo ano foi anunciado como participante da nona temporada do reality show A Fazenda da RecordTV. Ele acabou sendo o quinto eliminado da competição, no dia 19 de outubro de 2017, na roça contra Rita Cadillac.  
No dia 27 de abril de 2022, Nahim, junto com a sua então esposa Andréia Andrade, foram confirmados como um dos treze casais na sexta temporada do reality show Power Couple Brasil da RecordTV. O casal foi o terceiro eliminado da competição com 18,13% dos votos do público. Eles perderam a disputa para Adryana Ribeiro & Albert Bressan, Brenda Paixão & Matheus Sampaio e Claudia Baronesa & Rogério da Silva. 
Nahim, ao lado da sua então esposa Andréia Andrade participou de um episódio da terceira temporada do reality show Troca de Esposas, junto com a cabeleireira Hellen Spani e os seus familiares. O episódio foi exibido originalmente na RecordTV no dia 31 de julho de 2023 e no dia 01 de agosto de 2023. No episódio do reality show, ocorreu a "Troca de Esposas", onde a empresária Andréia Andrade trocou a sua rotina com a cabeleireira Hellen Spani que reside na cidade de Santos. 
Pouco antes de falecer, a sua então ex-esposa Andréia Andrade participou da segunda temporada do reality show A Grande Conquista. Andréia foi eliminada da competição na quinta Zona de Risco. 

### Política
Em 2020, foi candidato a vereador por São Paulo pelo Partido da Mobilização Nacional (PMN), mas desistiu da campanha a seis dias da realização das eleições por considerar que ainda "não era a hora" de ingressar na política.

### Morte
Nahim faleceu em 13 de junho de 2024 em sua residência em Taboão da Serra, São Paulo. O caso foi registrado preliminarmente como morte suspeita pela Secretaria de Segurança Pública (SSP) de São Paulo. Segundo o g1, a suspeita incial era de que o cantor tivesse falecido após a queda de uma escada.
O laudo final do Instituto Médico Legal de Taboão da Serra, em São Paulo, definiu que o cantor Nahim morreu de intoxicação por uso de cocaína e traumatismo craniano.
A Polícia Civil de São Paulo concluiu recentemente que a morte do cantor, que morreu pelo uso de drogas associado à queda que sofreu da escada dentro de sua casa, foi acidental. A polícia não encontrou indícios de que alguém possa ter cometido um crime e matado Nahim.

## Discografia

### Álbuns de estúdio
- Estrela Nova (1983)
- Tudo de Mim (1986)
- Ressucitou (1987)

- Próxima Atração (1988)

### Compactos e singles
- Don't Push, Dance, Dance, Dance (como Baby Face) (1980)
- Glória (1981)
- Cale Esta Boca (Shaddap You Face) (1981)
- Melô do Tacka-Tacka (1982)
- Dá Coração (1983)
- Mau, Mau / Perfídia (1983)
- Olhos Abertos / Luz e Cor (1984)
- Coração de Melão (1985)
- Me Dá Me Dá / Coração Ferido (1993)

## Filmografia

### Televisão
| Ano              | Título                 | Papel                    | Notas        | Emissora    |
| ---------------- | ---------------------- | ------------------------ | ------------ | ----------- |
| 1981-2024        | Programa Silvio Santos | Participante             |              | SBT         |
| 1981-89, 2023-24 | Qual É a Música?       | Participante             |              | SBT         |
| 1984             | Cassino do Chacrinha   | Jurado                   |              | TV Globo    |
| 2000-01          | Amigos & Sucessos      | Apresentador             |              | Record      |
| 2010             | Pânico na TV           | Participações especiais  |              | RedeTV!     |
| 2010             | Os Opostos se Atraem   | Participante             |              | SBT         |
| 2012-13          | Cante se Puder         | Jurado                   |              | SBT         |
| 2014             | O Aprendiz             | Participante (10º lugar) | Temporada 10 | Record      |
| 2015             | Petrucio Melo Show     | Apresentador             |              | Rede Brasil |
| 2017             | A Fazenda              | Participante (12º lugar) | Temporada 9  | Record      |
| 2022             | Power Couple Brasil    | Participante (11º lugar) | Temporada 6  | Record      |
| 2023             | Troca de Esposas       | Participante             | Temporada 3  | Record      |

### Rádio
| Ano             | Título           | Papel        | Emissora     |
| --------------- | ---------------- | ------------ | ------------ |
| 1987-90 1999-02 | Clube do Coração | Apresentador | Rádio Record |

## Vida pessoal
Em 2019, foi preso por descumprir medida protetiva contra a ex-mulher. Na época, a defesa do cantor disse que ele foi detido após visitar os cachorros, que ficaram com a ex-esposa. Nahim foi liberado após a Justiça conceder um habeas corpus.
O cantor era casado com Andreia Andrade Jorge Elias.